# In the Woods...
Pour les articles homonymes, voir Woods.
In the Woods... est un groupe de black metal norvégien, originaire de Kristiansand. Le groupe publie trois albums studio, trois singles, un album compilation et un album live entre 1992 et 2000. Le groupe, formé par les anciens membres du groupe Green Carnation, redevient actif en 2014.

## Biographie
Le groupe est formé en 1992,, et débute sous le nom de Green Carnation et joue du death metal,. Avec le départ du principal compositeur et guitariste Tchort pour le groupe Emperor, le projet redémarre sous le nom In the Woods... Le groupe se tourne alors vers du black metal, notamment dans sa première démo, intitulée The Isle of Men, qui sort en 1993, et se vend à 3 000 exemplaires.
L'album qui suit en 1995, intitulé Heart of the Ages, publié au label Candlelight Records, explore les limites de leur black metal, avec des nappes de claviers atmosphériques et des voix féminines, mélangés avec les voix claires ou distordues du chanteur. L'album suivant, Omnio, est publié le 14 octobre 1997. Il est souvent considéré[Par qui ?] comme leur meilleur, proposant une musique plus atmosphérique, plus expérimentale[réf. nécessaire]. Le troisième album, Strange in Stereo, est publié le 20 avril 1999. Il apporte encore un changement de style, avec une musique plus sombre et dépressive.
En 1999, Tchort revient vers son premier groupe. In the Woods... publie son quatrième et dernier album studio avant sa dissolution en 2000, Three Times Seven on a Pilgrimage, une compilation de trois singles publiés précédemment, proposant des reprises de Pink Floyd, Jefferson Airplane et King Crimson, ainsi que des morceaux nouveaux et des reprises de leurs propres créations (comme la nouvelle version de Child of Universal tongue). Après la sortie de cet album, le groupe donne un concert d'adieu dans leur ville de Kristiansand, avec tous les membres du groupe, présent ou passé. Enregistrée, la performance est publiée en CD sous le nom Liveatthecaledonienhall en 2003. Le groupe confirme officiellement qu'il n'y aurait pas d'autres albums. Certains des membres continuent de jouer sous le nom de Green Carnation, au style musical assez proche. D'autres démarrent des projets personnels, en fondant le label Karmakosmetix Records, afin de produire de nouveaux groupes expérimentaux, comme l'était In the Woods...
En 2014, après quatorze ans d'absence, le groupe annonce son retour officiel. In the Woods... signe la même année avec Debemur Morti Productions. Au début de 2016, le groupe révèle les détails de son nouvel album studio, intitulé Pure, ré-ampé, mixé et masterisé au WSL Studio par Patric "Darkhyrys" G., incluant la couverture créée par Max Winter de Teratogen,. En fin juin 2016, le groupe publie la chanson Cult of Shining Stars issue de l'album.

## Style musical
À leurs débuts, le groupe se compose de membres des groupes Under the Sign of the Black Mark et Blood Fire Death, et s'inspirent de Bathory. Ils tentent d'obtenir un son similaire à Quorthon. Par conséquent, le groupe est catégorisé black metal, entre autres par Frank Stöver de Voices from the Darkside. Ils sont également associés au pagan metal,.

## Membres

### Derniers membres
- X. Botteri – guitare
- Christopher « C:M. » Botteri – basse
- Anders Kobro – batterie
- James Fogarty – chant, guitare

### Anciens membres
- Christer Cederberg – guitare
- Oddvar A:M – guitare
- Synne Diana Soprana – chant
- Bjørn « Berserk » Hårstad – guitare

## Discographie

### Albums studio
- 1995 : HEart of the Ages
- 1997 : Omnio
- 1999 : Strange in Stereo
- 2016 : Pure
- 2018 : Cease the Day
- 2022 : Diversum
- 2025 : Otra

### Compilations et Albums en public
- 1996 : A Return to the Isle of Men (Compilation de démos 1993 essentiellement)
- 2000 : Three Times Seven on a Pilgrimage (Compilation de singles et reprises)
- 2003 : liveatthecaledonienhall (Concert enregistré au Caledonien Hall, Christiansand en Norvège, le 29 décembre 2000)